# سكوت كيسي
سكوت كيسي (بالإنجليزية: Scott Casey)‏ هو مصارع محترف أمريكي، ولد في 19 مارس 1947 في أماريلو في الولايات المتحدة.

## وصلات خارجية
- سكوت كيسي على موقع IMDb (الإنجليزية)
- سكوت كيسي على موقع قاعدة بيانات الفيلم (الإنجليزية)